# 3،3'-ثنائي كلورو البنزيدين
3،′3-ثنائي كلورو البنزيدين هو مُركب عضوي كلوري من مشتقات البنزيدين، له الصيغة الكيميائية C12H10Cl2N2، والتي يمكن كِتابتها على الشكل C6H3Cl(NH2))2) لتمثيل البنية، ويكون على شكل بلورات رمادية أو أرجوانية صُلبة.

## التحضير
يُحضر المُركب انطلاقاً من 2-كلورو نترو البنزين (2-Nitrochlorobenzene) حيث يؤدي اختزاله بالزنك في وسط قاعدي إلى الحصول على مركب 3،′3-ثنائي كلورو ثنائي فينيل هيدرازين؛ والذي يخضع إلى تفاعل إعادة ترتيب البنزيدين للحصول على المُركب المطلوب.

## الخواص
يوجد 3,3′-ثنائي كلورو البنزيدين في الشروط القياسية على شكل بلورات رمادية أو أرجوانية، وهي ضعيفة الانحلال في الماء.
يخضع المركب إلى تفاعل ديأزة مضاعف لتشكيل ملح الديازونيوم 2+[(C6H4Cl(N2))2] الوسطي، والذي يُزاوج لاحقاً مع مركبات مختلفة.

## الاستخدامات
يستخدم 3,3′-ثنائي كلورو البنزيدين في تحضير خضاب دياريليد الأصفر المستخدم في أحبار الطباعة.

## السلامة
يعد مركب 3,3′-ثنائي كلورو البنزيدين من المسرطنات؛ فهو يسبب الأورام في حيوانات التجارب.

## اقرأ أيضاً
- 3،′3-ثنائي أمينو البنزيدين